# MTV (Pakistán)
MTV Pakistán era la filial paquistaní de MTV, una red de televisión por cable propiedad de Viacom. La franquicia de Pakistán se creó en colaboración con el primer grupo de medios de canales por satélite de Pakistán conocido como Indus Media Group (Indus TV). Indus TV fue la primera emisora de televisión privada de Pakistán.

## Programación
MTV Pakistán combinó música local e internacional y fue el único canal de música con programas globales y locales. El canal transmite programas paquistaníes como MTV Basanti, Most Wanted, MTV Select, Bheja Fry, Love Lockdown, Love Stories, Top Ten World Music, MTV Classics, MTV Requested, MTV News, MTV News, MTV VJ Hunt, Groove y Classics. Los espectáculos internacionales incluyeron MTV Unplugged, MTV Roadies, Stunt Mania .
MTV Pakistán brindó a artistas paquistaníes talentosos y emergentes la oportunidad de obtener reconocimiento mundial.
MTV Pakistán fue rebautizada como Indus Music en octubre de 2011 debido al vencimiento del acuerdo de franquicia con Viacom.